# Walter Zimbrich
Walter Zimbrich (* 14. September 1933 in Neu-Isenburg; † 2012 in Darmstadt) war ein deutscher Maler, Typograf, Drucker, Illustrator und Autor. Als Autor verwendete er ab 1967 auch das Pseudonym Friedhelm Steiner, als Maler gelegentlich Henk Estau.

## Leben
Walter Zimbrich studierte von 1954 bis 1957 Philosophie, Geschichte, Volkswirtschaft und Rechtswissenschaften an der Universität Frankfurt. Anschließend absolvierte er von 1957 bis 1959 ein kunstpädagogisches Studium am Pädagogischen Institut Darmstadt/Jugenheim. Danach war er als Lehrer tätig. Als Künstler war er Autodidakt. Seine künstlerische Beschäftigung begann zwischen 1952 und 1955 in einer Gruppe um den Maler Werner Seippel in Neu-Isenburg. Während des Studiums nahm er Malunterricht bei Hans Meyers und von 1957 bis 1962 bei Walter Kroe (d. i. Walter Kroemmelbein).
1963 begann er sich außerdem autodidaktisch mit Drucktechniken und mit Schriftsetzerei zu beschäftigen.
1963 bzw. 1966 war er Mitinitiator und Mitgründer der Gruppe „Patio“ in Neu-Isenburg und Frankfurt, zu denen zeitweise unter anderem Horst Baerenz, Mario Barahona, Walter Kroe, Dieter Wetzk, Klaus Münchschwander, Roland Kunkel, Günter Scherer, Karl Riha und Walter E. Richartz zählten. So gab 1966 PATIO, zum ersten Mal überhaupt, Timm Ulrichs Gelegenheit, sich als erstes lebendes Kunstwerk darzustellen.
Ab 1953 hatte Zimbrich Einzelausstellungen, Gruppenausstellungen und Ausstellungsbeteiligungen in München, Frankfurt, Gießen, Neu-Isenburg, Hamburg, Köln, Basel, Bonn, Darmstadt, Siegen, Göttingen, Reims, Amsterdam, Madrid, Sao Paulo, Bochum, Zürich, Heidelberg, Nürnberg, Berlin, Versmold, Gütersloh und Wetzlar.
In der Zeit von 1965 bis 1982 realisierte Zimbrich zahlreiche Konzepte mit der „Patio“-Gruppe, z. B. S-Kunst, Schöner wohnen, 36-Stunden-Tautologie, Häppi Börsdee Ämerrikä!, Post-Kunst, Betrampelungsaktion in der B-Ebene der Frankfurter Hauptwache und Hommage à Ferdinand Cheval. Ab 1964 schuf er Illustrationen für Bücher in Handpressenverlagen (z. B. für Galerie Patio, Eremiten-Presse, Gulliver Presse, Edition Tiessen und Rainer Verlag). Er verfasste Erzählungen (Schwarze Tage für den weissen Herrn Peters, 1967) und betätigte sich als Übersetzer aus dem Französischen.
In den letzten Jahren entstanden mehrere Bildmappen von Walter Zimbrich (Maler) und Klaus Münchschwander (Schriftsetzer und Drucker) mit Holzdrucken z. B. "Lapsus" mit Texten von bekannten Schriftstellern. Zuletzt beschlossen die beiden, freie Holzdrucke gemeinsam zu erstellen, in denen das Prinzip der Kooperation von zwei Künstlern mit einer gebündelten Aussage in einem Bild wesentlicher Inhalt ist. Die Holzdrucke werden von beiden Xylomontagen genannt.
Seine bevorzugten künstlerischen Techniken waren Collage, Holzdruck (Xylomontagen) und Malerei.

## Bildnerische Entwicklung und Arbeitsphasen
- 1955–1957: Grafisch bestimmte informelle Bilder
- 1957–1959: Farbig bestimmte informelle Bilder
- 1960–1961: vorwiegend figurativ bestimmte grafische Arbeiten
- 1962–1963: vorwiegend figurativ bestimmte malerische Arbeiten
- 1963–1964: Diskordante Bilder
- 1964–1965: Indianer- und Revolutionsbilder
- 1966–1968: Porträts und Modebilder, Collagen aus PVC-Folie
- ab 1969: fast ausschließlich Realisation von eigenen und kollektiven Konzepten, u. a. „Hang it“
- ab 1979: Krawattenbilder, Spielkarten, Tische
- ab 1984: Landschaftsmodelle, Landschaftschiffren

### Buch-Illustrationen
- 1964: Roland Kunkel: Ich will etwas sagen…. Patio Verlag.
- 1964: Walter E. Richartz: Es funktioniert. Eremitenpresse, Stierstadt
- 1965: Walter E. Richartz: Le jour de gloire. Gulliver Presse, Bad Homburg
- 1966: David Henry Thoreau: Über die Pflicht zum Ungehorsam gegen den Staat, Patio Verlag,
- 1967: Gabriele Wohmann: Die Bütows, Eremitenpresse, Stierstadt (ISBN 3873650142)
- 1967: Friedhelm Steiner: Schwarze Tage für den weissen Herrn Peters, Patio Verlag,
- 1967: Dominik Steiger: Die verbesserte Große Sozialistische Oktoberrevolution. Rainer-Verlag, Berlin.
- 1969: Felix Rexhausen: Von Großen Deutschen. Eremitenpresse, Stierstadt.
- 1970: Georg Eichinger (Hg.): Replik. Interdisziplinäre Hefte für Kritik und Kunst. Eigenverlag, Berlin.
- 1971: Gabriele Wohmann: Die Bütows. Eremitenpresse, Stierstadt (neu illustriert).
- 1971: Dieter Hülsmanns, Friedolin Reske: Aller Lüste Anfang. Das 7. Buch der Werbung. Eremitenpresse, Stierstadt,  ISBN 978-3-49911579-0. (mit Klaus Endrikat)
- 1974: Dieter Hülsmanns, Friedolin Reske: Der Seel Ein Küchel. Eremitenpresse, ISBN 978-3-87365056-5.
- 1974: MYNONA (d. i. Salomo Friedlaender): Unterm Leichentuch. Patio Verlag, Frankfurt am Main.
- 1976: Wolfgang Maier: Beiläufig Bundeseck (PA-RA-BÜ Nr. 3), Patio Verlag, Frankfurt am Main.
- 1977: Ursula Leber: Ein alltägliches Leben. Patio Verlag, Frankfurt am Main.
- 1981: Walter E. Richartz: Tunneltexte. Patio Verlag, Frankfurt am Main (zusammen mit Albrecht, Behrends, Kroe, Linke, Münchschwander, Riha, G. und L. Scherer).
- 1983: Walter E. Richartz: …auch so ein großer deutscher klotzer. Patio Verlag.
- 1985: Walter Zimbrich: Massacres en Languedoc. Patio Verlag.
- 1986: Paul Scheerbart: Die gebratene Flunder. Patio Verlag.
- 1986: Wilhelm Dilthey: Mozart : Figaro, Don Juan, Die Zauberflöte. Edition Tiessen, Neu-Isenburg.
- 1990: Victor Cohn: Im Sanatorium. Patio.
- 1990: Heinz G. Hahs: Bewerkstelligung einer Landschaft. Patio Verlag.
- 1990: Friedrich Hölderlin: 2 Gedichte. Grimm. Frankfurt
- 1997: Heidi Frommann: Umbauter Raum. Patio.
- 2000: Roland Kunkel: KÄTTA. Biografie in einem Satz. Patio Verlag.
- 2000: Friedhelm Steiner: Todbringender Toaster. (Illustrationen von Eberhard Beck), Patio Verlag.
- 2006: Walter E. Richartz: ETERNA. (Mappe) Patio Verlag.
- 2007: Walter E. Richartz: es funktioniert. Reprint Patio Verlag.
- 2007: Werner Klippert: Der Denunziant. Patio Verlag.
- 2009: Heinz G. Hahs: Bildkippe (Lapsus). (Mappe) Patio Verlag.

## Ausstellungen (Auswahl)

### Einzelausstellungen
- 1959: Botschaften aus dem Hundeturm Galerie Krauch und Fincke, Gießen
- 1964: Galerie im Centre, Göttingen
- 1964: Galerie Patio, Neu-Isenburg
- 1965: Galerie Elmenhorst, Hamburg (mit Baerenz, Bayerle, Jäger und Rohde)
- 1968: Marielies Hess-Stiftung, Funkhaus Frankfurt (mit Jäger und Jungwirth)
- 1968: Hang it! Galerie Adam Seide, Frankfurt a. M.
- 1984: Paisajes de Catalunya alternativ-buch, Neu-Isenburg
- 1985: Galerie Patio, Neu-Isenburg (mit Linke und Münchschwander)
- 1988: Galerie et, Versmold
- 1988: Kunstverein, Wetzlar
- 1989: Jochen Säubert, Frankfurt a. M.
- 1990: Julius Pischl, Stuttgart
- 1990: Sibylle Edlich, Langen
- 1991: NoirRot Galerie Patio, Neu-Isenburg
- 1991: Galerie Grimm, Frankfurt a. M.
- 1991: Galerie Himmelheber, Heidelberg
- 1992: Zinnoberrhomben Sibylle Edlich, Langen
- 1993: Galerie Grimm, Frankfurt a. M.
- 1994: Gessmann Galerie, Neu-Isenburg
- 1996: Geschenke für Dr. F, Galerie Patio, Neu-Isenburg
- 1996: Galerie arteMlS, Darmstadt
- 2003: Stadtgalerie, Neu-Isenburg
- 2013: Walter Zimbrich zum Achtzigsten, FoyerGalerie, Ausstellung der BBK Darmstadt

### Gruppenausstellungen
- 1963: Figur 1, Galerie Patio, Neu-Isenburg
- 1964: Bank für Gemeinwirtschaft, Frankfurt a. M.
- 1964: Frankfurter Kunstkabinett Hanna Bekker vom Rath, Frankfurt
- 1965: IndianerPatio, Galerie Patio, Neu-Isenburg
- 1966: Junge Kunst in Hessen, Galerie im Hessischen Rundfunk, Frankfurt
- 1966: PostkartenPatio, Galerie Patio, Frankfurt
- 1967: Zeitkunst in der Passage, Remscheid
- 1967: Galerie Rywelski, Köln
- 1967: S-Kunst, Galerie Patio, Frankfurt a. M.
- 1967: Goethe heute, Galerie Patio, Frankfurt
- 1969: Geschenke von bleibendem Wert, Kunstkabinett Schwandorf
- 1969: Schöner wohnen, Galerie Patio, Frankfurt
- 1970: Kunstmarkt Basel
- 1970: Galerie Krümmel, Köln
- 1970: 36 Stunden, Galerie Patio, Frankfurt
- 1970: pop sammlung beck, Rheinisches Landesmuseum, Bonn und Kunsthalle, Darmstadt
- 1970: Vorschläge zur Verschönerung der Umwelt, Kunstkabinett Schwandorf
- 1970: Neumarkt der Künste, Galerie Krümmel, Köln
- 1976: Häppi Börsdee Amerrika!, Galerie Patio, Frankfurt
- 1978: Betramelungsaktion in der B-Ebene der Frankfurter Hauptwache (mit Albrecht, M. Linke, W.E. Richartz, G. Scherer und Weyrauch)
- 1982: Hommage a Ferdinand Cheval, Galerie Patio, Frankfurt
- 1983: Acchrochage, Galerie Patio, Neu-Isenburg
- 1984: Attrappen, Kunstverein Siegen
- 1984: Acchrochage, Galerie Patio, Neu-Isenburg
- 1984–1985: Zeitgenössische deutsche Buchillustration, Goethe-Institut in Amsterdam, Madrid, São Paulo
- 1985: Illustration heute Leinwandhaus, Frankfurt a. M.
- 1986: HalleyHallo, Galerie Patio, Frankfurt
- 1988: Kunst in Frankfurt 1988, Frankfurt a. M.
- 1988: Schriftbild – Bildschrift, Kunstverein Gütersloh
- 1989: zur Kunst in Frankfurt 1989, Frankfurt a. M.
- 1989: Le jour de gloire, Galerie Patio, Frankfurt
- 1991: ARTMif, Moskau[5]
- 1992: Schriftbild-BildschrifT, Galerie APEX, Göttingen (mit Klaus Münchschwander und Christine Oellerich)
- 1993: 30 Jahre Patio, Galerie Patio, Frankfurt
- 1994: Kunstmeile Mannheim, Landesmuseum für Arbeit und Technik, Mannheim
- 1995: Potemkinsche Dörfer, Galerie Patio, Frankfurt
- 1997: Zeitgleich – Zeitvergleich, Ausstellung der BBK Darmstadt, Ober-Ramstadt
- 1997: 1. Darmstädter Herbsttage, Stadthaus Darmstadt
- 1998: Hessiale 98, Wiesbaden, Bonn
- 1999: 19 Positionen, Hess. Landesvertretung, Bonn
- 1999: Peter Paul Rubens‘ Pinsel, Kunstverein Siegen
- 1999: 18 mal Neu-Isenburg, Galerie im Alten Stadthaus, Neu-Isenburg
- 1999: Ausstellung Kunstpreis Eisenturm, Kunstverein Eisenturm e.V., Mainz
- 1999: Schnittstelle: Wort – Bild – Text, KunstArchiv Darmstadt
- 2000: Lebenszeichen, Ausstellung der BBK Darmstadt, Orangerie Darmstadt
- 2001: Hinter jedem Hügel wohnt eine Idee, Künstlerbücher, Stadtbücherei Heidelberg
- 2001: TYPEN und BILDER, Buchkunst des 20. Jahrhunderts, Klingspor-Museum, Offenbach
- 2001: password art, Galerie arteMis, Darmstadt
- 2001: Künstler-Holzpostkarten aus der Sammlung Hussong, KunstArchiv Darmstadt
- 2006: 20 Jahre Artohek Frankfurt,[6] Frankfurt
- 2009: PATIOPRESSE. Ausstellung: Malerei und Graphik; Walter Zimbrich / Klaus Münchschwander; Autorenlesungen,[7] Kunstfabrik e.V. Darmstadt
- 2010: Wort und Bild – Kunst und Literatur im Dialog[8], Galerie Ulrich Haasch, Darmstadt
- 2016: KÜNSTLER - Holzpostkarten - Ausstellung der Sammlung Hussong im Schloss Corvey bei Höxter[9]